# Carnus floridensis
Carnus floridensis är en tvåvingeart som beskrevs av David Grimaldi 1997. Carnus floridensis ingår i släktet Carnus och familjen kadaverflugor.
Artens utbredningsområde är Florida. Inga underarter finns listade i Catalogue of Life.